# Day Tripper
"Day Tripper" é uma canção da banda britânica The Beatles que foi lançada como single lado A duplo com "We Can Work It Out", em dezembro de 1965. Escrita principalmente por John Lennon, foi creditada à parceria Lennon e McCartney. Ambas as canções foram gravadas durante as sessões do álbum Rubber Soul. O single chegou ao topo das paradas no Reino Unido, Irlanda, Países Baixos e Noruega. Nos Estados Unidos, "Day Tripper" alcançou o quinto lugar da Billboard Hot 100, enquanto "We Can Work It Out" ocupou a primeira posição.
"Day Tripper" é uma canção de rock baseada em um riff de guitarra e foi incluída na lista dos shows dos Beatles até a sua retirada de apresentações ao vivo no final de agosto de 1966. O single foi o primeiro exemplo de um lado A duplo no Reino Unido. Seu sucesso popularizou o formato e, ao dar tratamento igual a duas canções, permitiu que os artistas mostrassem sua versatilidade. Até dezembro de 2018, foi o 54º single mais vendido de todos os tempos no Reino Unido - um dos seis singles dos Beatles incluídos nos principais rankings de vendas publicados pela Official Charts Company.

## Créditos
De acordo com Ian MacDonald:
- Paul McCartney – vocal, baixo
- John Lennon – vocal, guitarra base/solo
- George Harrison – guitarra solo, harmonia vocal[8]
- Ringo Starr – pandeirola, bateria